# Vardim (ö)
Vardim (bulgariska: Вардим) är en ö i Bulgarien.   Den ligger i regionen Veliko Tărnovo, i den centrala delen av landet, 200 km nordost om huvudstaden Sofia.